# Бутцов
Бутцов (нем. Butzow) — община в Германии, в земле Мекленбург-Передняя Померания.
Входит в состав района Восточная Передняя Померания. Подчиняется управлению Анклам-Ланд.  Население составляет 449 человек (на 31 декабря 2010 года). Занимает площадь 12,82 км².
Коммуна подразделяется на 4 сельских округа.